# Сосненка
Сосненка, Кудра — реки в России, протекают по Валдайскому району Новгородской области. Кудра впадает в озеро Соснинское (высота 191,6 м), из которого вытекает Сосненка. Устье Сосненки находится в 142 км по левому берегу реки Полометь на высоте 180,9 м. Суммарная длина рек составляет 23 км.
Один из истоков Кудры расположен на территории Демянского района, остальные истоки и большая часть русла находятся в Валдайском районе.
Недалеко от места впадения Кудры в озеро Соснинское справа в Кудру впадает Семижевский. У Сосненки есть правый приток Осихин.
Населённых пунктов нет ни на берегу Кудры, ни на берегу Сосенки. Только на берегу озера Соснинского стоит деревня Соснино Семёновщинского сельского поселения.

## Данные водного реестра
По данным государственного водного реестра России реки относятся к Балтийскому бассейновому округу, водохозяйственный участок реки — Ловать и Пола, речной подбассейн реки — Волхов. Относится к речному бассейну реки Нева (включая бассейны рек Онежского и Ладожского озера).
Код объекта в государственном водном реестре — 01040200312102000022257.